# Красинское сельское поселение (Мордовия)
Красинское се́льское поселе́ние — муниципальное образование в Дубёнском районе Мордовии Российской Федерации.
Административный центр — село Красино.

## История
Статус и границы сельского поселения установлены Законом Республики Мордовия от 28 декабря 2004 года № 118-З «Об установлении границ муниципальных образований Дубёнского муниципального района, Дубёнского муниципального района и наделении их статусом сельского поселения и муниципального района».
Законом от 24 апреля 2019 года, в Дубёнское сельское поселение (сельсовет) были включён единственный населённый пункт (село Николаевка) упразднённого Николаевского сельского поселения (сельсовета).

## Население
| 2002 | 2010 | 2012 | 2013 | 2014 | 2015 | 2016 |
| ---- | ---- | ---- | ---- | ---- | ---- | ---- |
| 639  | ↘551 | ↘530 | ↘515 | ↘497 | ↗499 | ↘488 |
| 2017 | 2018 | 2019 | 2020 | 2021 |      |      |
| ↘483 | ↘471 | ↘465 | ↗756 | ↘691 |      |      |

## Состав сельского поселения
| № | Населённый пункт | Тип населённого пункта | Население |
| - | ---------------- | ---------------------- | --------- |
| 1 | Красино          | село                   | ↘382      |
| 2 | Ливадка          | село                   | ↘105      |
| 3 | Ольховка         | посёлок                | ↘64       |
| 4 | Николаевка       | село                   | ↘323      |